# Campionati europei di judo 1952
I Campionati europei di judo 1952 sono stati la 2ª edizione della competizione organizzata dalla European Judo Union.
Si sono svolti a Parigi, in Francia, dal 9 al 12 dicembre 1952. Non vennero assegnate medaglie di bronzo ma solamente medaglie d'oro e d'argento.

## Medagliere
| Pos.   | Nazione     | Oro | Argento | Bronzo | Totale |
| ------ | ----------- | --- | ------- | ------ | ------ |
| 1      | Francia     | 8   | 2       | 0      | 10     |
| 2      | Austria     | 1   | 2       | 0      | 3      |
| 3      | Paesi Bassi | 0   | 2       | 0      | 2      |
| Totale | Totale      | 9   | 5       | 0      | 14     |

## Podi

### Uomini
| Evento         | Oro              | Argento          |
| 1° kuyu        | Gilbert Briskine | Hein Essink      |
| 1º dan         | Gilbert Briskine | Anton Geesink    |
| 2º dan         | Robert Jaquemond | Bernard Pariset  |
| 3º dan         | Guy Cauquil      | Franz Nimfuehr   |
| 4º dan         | Jean De Herdt    |                  |
| fino a 63 kg   | Charrière        |                  |
| fino a 70 kg   | Henri Courtine   |                  |
| oltre 80 kg    | Jean De Herdt    |                  |
| Categoria Open | Guy Verrier      | Robert Jaquemond |